# 異世界魔王は腐女子を絶対逃がさない
『異世界魔王は腐女子を絶対逃がさない』（いせかいまおうはふじょしをぜったいにがさない）は、池山田剛による日本の漫画作品。『Sho-Comi』（小学館）にて、2020年16号から2022年5号まで連載された。池山田にとって初のファンタジー作品である。
『Sho-Comi』2021年10号にて、本作が『名探偵コナン』とコラボレート。琳音と江戸川コナンが「見た目は子供で頭脳は大人」なキャラクターとして、同号の表紙のイラストに登場している。

## あらすじ
腐女子な女子高生・佐藤明里の家の隣に小学生・永瀬琳音が引っ越してきた。明里は琳音に対しときめいてしまうが、小学生相手では犯罪であると、ほかに目を向けようとしていた。しかし琳音は明里の前世・リリの夫のナギであり、現世で明里を手に入れようとしているのであった。
明里のアルバイト先に新しく織山零が入ってくる。零の前世はリリの従者のルキで、現世では身分の差がないことから、恋人となりリリを守ろうと考えていた。明里は小学生に手を出したら犯罪だと考え、零に目を向けようとする。遊園地デートで琳音にキスをされた明里は動揺し、それがきっかけとなり、自分の前世がリリであったことを自覚し、琳音がナギの生まれ変わりであると知る。しかし琳音はナギであることを否定する。
明里を目障りだと考えた琳音のクラスメイトのミチルが、ゴーレムを使って明里を襲う。ゴーレムの暴走により琳音は心臓が停止するが、明里は前世の記憶を思い出し、蘇生を行う。

## 登場人物
佐藤 明里（さとう あかり）
主人公。腐女子。高校1年生。前世はエルフ族の姫・リリで、ナギの妻。
永瀬 琳音（ながせ りんね）
明里の家の隣に住む12歳の小学生。前世は魔王のナギ。腹黒な性格をしている。
織山 零（おりやま れい）
明里のアルバイトの同僚。イケメンな高校生。前世はリリの従者のルキ。
七五三掛 ミチル（しめかけ ミチル）
琳音のクラスメイト。前世はラナ。土を操る魔術を得意とする。

## 制作背景

### 作品ができるまで
本作は「学園もの」のジャンルばかり執筆してきた池山田が、初めて「ファンタジー」に挑戦した作品である。池山田が前作『同・級・生!!』の連載をしていた2019年の夏、次回作にファンタジーか異世界ものはどうかと編集長と担当編集者から提案があった。これまで現代を舞台とした作品しか執筆の経験がない池山田には、迷いがあった。しかしコロナ禍でエンターテイメントを鑑賞していたところ、「夢のあるお話ってこんなに人を元気づけるんだ」と考えた池山田は、本作の執筆を決意。打ち合わせを重ね、池山田が描きやすいよう「腐女子やオタク要素」と、池山田の好みである「転生もの」の要素を入れ、1話目が制作されたという。「ファンタジー」は未知の領域であり、試行錯誤をしながらも、新鮮な気持ちで描かれている。

### 制作
『Sho-Comi』2020年15号に本作の予告カットが掲載された。予告を描いた時点では、「琳音は高校生の予定」であったが、変更されている。
アシスタントはリモートで作業をしている。背景やアクションシーンの効果は、アシスタントによって描かれている。

## 書誌情報
- 池山田剛『異世界魔王は腐女子を絶対逃がさない』小学館〈Sho-Comiフラワーコミックス〉、全7巻
  1. 2021年1月31日初版発行（1月26日発売[6][23]）、ISBN 978-4-09-871227-4
  2. 2021年5月1日初版発行（4月26日発売[7]）、ISBN 978-4-09-871330-1
  3. 2021年7月31日初版発行（7月26日発売[13]）、ISBN 978-4-09-871443-8
  4. 2021年12月1日初版発行（11月26日発売[24]）、ISBN 978-4-09-871543-5
  5. 2022年3月2日初版発行（2月25日発売[25]）、ISBN 978-4-09-871613-5
  6. 2022年5月31日初版発行（5月26日発売[26]）、ISBN 978-4-09-871678-4
  7. 2022年10月1日初版発行（2022年9月26日発売[27]）、ISBN 978-4-09-871740-8